# Olympische Sommerspiele 1924/Leichtathletik – 400 m (Männer)

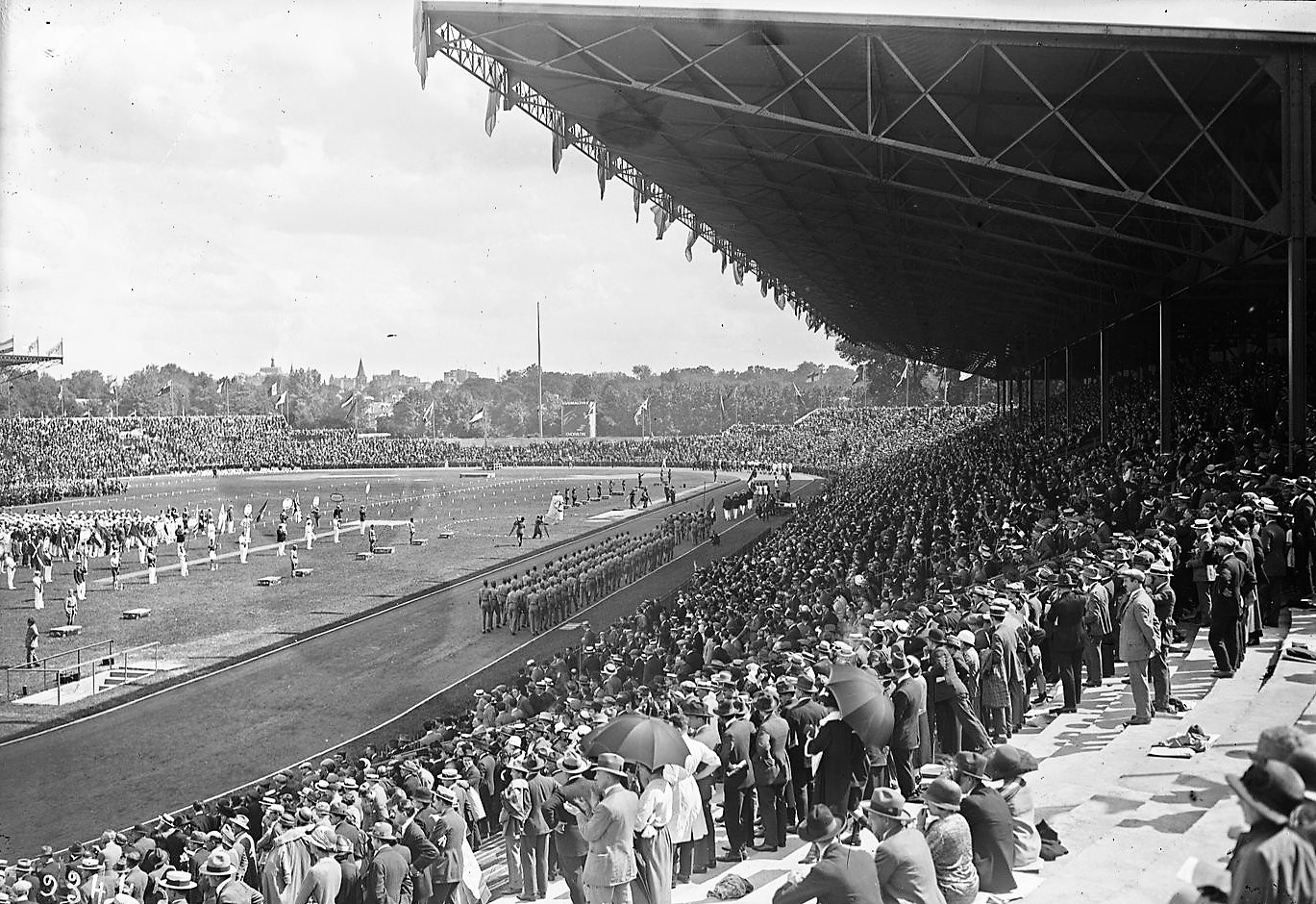
Das Olympiastadion während der Eröffnungszeremonie

Der 400-Meter-Lauf der Männer bei den Olympischen Spielen 1924 in Paris wurde am 10. und 11. Juli 1924 im Stade de Colombes ausgetragen. Sechzig Athleten nahmen teil.
Olympiasieger wurde in neuer Weltrekordzeit der Brite Eric Liddell. Der US-Amerikaner Horatio Fitch gewann Silber, Bronze ging an den Briten Guy Butler.
Österreichische Läufer nahmen nicht teil. Der Schweizer Josef Imbach kam nach einem Olympiarekord im Viertelfinale bis ins Finale, stürzte hier jedoch kurz vor dem Ziel. Sein Mannschaftskamerad Christian Simmen schied im Vorlauf aus. Deutsche Sportler waren von der Teilnahme an den Olympischen Spielen weiterhin ausgeschlossen.
Der Wettkampf, insbesondere die Geschichte um den Sieger Liddell, ist Gegenstand des 1981 entstandenen Films Die Stunde des Siegers (OT: Chariots of Fire), den Hugh Hudson mit Ian Charleson in der Rolle Liddells und Edward Wiley als Fitch inszenierte. Der Film wurde u. a. 1982 als Bester Film mit dem Oscar ausgezeichnet.
Eine Besonderheit bei diesem Rennen war, dass die Stadionrunde in Colombes eine Länge von 500 Metern hatte. Die Läufer starteten also 100 Meter nach der Ziellinie.

## Rekorde

### Bestehende Rekorde
| Weltrekord         | 47,4 s (über 440 Yards = 402,34 m) | Ted Meredith ( USA)     | Cambridge (Massachusetts), USA | 27. Mai 1916  |
| Olympischer Rekord | 48,2 s                             | Charles Reidpath ( USA) | OS Stockholm, Schweden         | 13. Juli 1912 |

### Rekordverbesserungen
Zweimal wurde der olympische Rekord und einmal der Weltrekord verbessert.
- Olympischer Rekord:
  - 48,0 s – Josef Imbach (Schweiz), sechstes Viertelfinale am 10. Juli
  - 47,8 s – Horatio Fitch (USA), erstes Halbfinale am 11. Juli
- Weltrekord:
  - 47,6 s – Eric Liddell (Großbritannien), Finale am 11. Juli

## Durchführung des Wettbewerbs
Die Athleten traten am 10. Juli zu insgesamt siebzehn Vorläufen an. Die jeweils zwei besten Läufer – hellblau unterlegt – qualifizierten sich für das Viertelfinale am gleichen Tag. Auch aus den sechs Viertelfinals kamen die jeweils zwei besten Läufer – wiederum hellblau unterlegt – eine Runde weiter. Die beiden Halbfinals und das Finale wurden am 11. Juli durchgeführt. In den Halbfinals qualifizierten sich die jeweils ersten drei Platzierten – hellblau unterlegt – für den Endlauf.
Auch in diesem Wettbewerb sind die Einteilungen der Vorläufe kaum nachvollziehbar. Die Anzahl der Teilnehmer je Rennen war äußerst ungleich und schwankte zwischen eins und fünf. In dem Lauf mit einem Teilnehmer (Vorlauf 5) und den drei Läufen mit je zwei Teilnehmern (Vorläufe 1, 6 und 15) waren die Wettbewerber automatisch für die nächste Runde qualifiziert, wenn sie unabhängig von ihrer Zeit das Ziel erreichten. Darüber hinaus gab es drei Rennen mit je drei Teilnehmern, sechs Rennen mit je vier Läufern und vier Rennen mit je fünf Wettbewerbern.

## Vorläufe
Datum: 10. Juli 1924
Es sind nicht alle Zeiten überliefert.

### Vorlauf 1
| Platz | Name          | Nation   | Zeit   | Anmerkung |
| ----- | ------------- | -------- | ------ | --------- |
| 1     | Horace Aylwin | Kanada   | 54,0 s |           |
| 2     | Erik Wilén    | Finnland | 54,8 s |           |

### Vorlauf 2
| Platz | Name               | Nation    | Zeit   | Anmerkung |
| ----- | ------------------ | --------- | ------ | --------- |
| 1     | Ray Robertson      | USA       | 50,2 s |           |
| 2     | Kai Jensen         | Dänemark  | 50,9 s |           |
| 3     | Jules Migeot       | Belgien   | 51,0 s |           |
| 4     | Reinhold Kesküll   | Estland   | k. A.  |           |
| 5     | Christophe Mirgain | Luxemburg | k. A.  |           |

### Vorlauf 3
| Platz | Name            | Nation     | Zeit   | Anmerkung |
| ----- | --------------- | ---------- | ------ | --------- |
| 1     | Gustaf Wejnarth | Schweden   | 50,2 s |           |
| 2     | Lajos Kurunczy  | Ungarn     | 52,6 s |           |
| 3     | Richard Honner  | Australien | k. A.  |           |
| 4     | Kiril Petrunov  | Bulgarien  | k. A.  |           |

### Vorlauf 4
| Platz | Name           | Nation     | Zeit   | Anmerkung |
| ----- | -------------- | ---------- | ------ | --------- |
| 1     | Eric Wilson    | USA        | 49,6 s |           |
| 2     | Roy Norman     | Australien | 50,6 s |           |
| 3     | William Fuller | Kanada     | 51,5 s |           |
| 4     | Édouard Armand | Haiti      | k. A.  |           |

### Vorlauf 5
| Platz | Name         | Nation  | Zeit   | Anmerkung |
| ----- | ------------ | ------- | ------ | --------- |
| 1     | Josef Imbach | Schweiz | 51,8 s |           |

### Vorlauf 6
| Platz | Name          | Nation   | Zeit   | Anmerkung |
| ----- | ------------- | -------- | ------ | --------- |
| 1     | David Johnson | Kanada   | 51,8 s |           |
| 2     | Charles Hoff  | Norwegen | 53,0 s |           |

### Vorlauf 7
| Platz | Name              | Nation      | Zeit   | Anmerkung |
| ----- | ----------------- | ----------- | ------ | --------- |
| 1     | John Coard Taylor | USA         | 50,8 s |           |
| 2     | Tokushige Noto    | Japan       | 51,7 s |           |
| 3     | Wim Bolten        | Niederlande | 53,0 s |           |

### Vorlauf 8
| Platz | Name              | Nation                | Zeit   | Anmerkung |
| ----- | ----------------- | --------------------- | ------ | --------- |
| 1     | Toby Betts        | Südafrikanische Union | 49,8 s |           |
| 2     | Sean Lavan        | Irischer Freistaat    | 51,2 s |           |
| 3     | Wim Kat           | Niederlande           | 51,8 s |           |
| 4     | Guillermo Amparan | Mexiko                | 52,0 s |           |

### Vorlauf 9
| Platz | Name           | Nation      | Zeit   | Anmerkung |
| ----- | -------------- | ----------- | ------ | --------- |
| 1     | Artur Svensson | Schweden    | 50,0 s |           |
| 2     | Raymond Fritz  | Frankreich  | 51,0 s |           |
| 3     | Charles Lane   | Australien  | 51,4 s |           |
| 4     | Menso Menso    | Niederlande | k. A.  |           |
| 5     | Juan Escutia   | Mexiko      | k. A.  |           |

### Vorlauf 10
| Platz | Name              | Nation                | Zeit   | Anmerkung |
| ----- | ----------------- | --------------------- | ------ | --------- |
| 1     | Clarence Oldfield | Südafrikanische Union | 49,6 s |           |
| 2     | Edward Toms       | Großbritannien        | 49,9 s |           |
| 3     | Carlos Garces     | Mexiko                | 51,0 s |           |
| 4     | Emilio Casanovas  | Argentinien           | k. A.  |           |

### Vorlauf 11
| Platz | Name           | Nation         | Zeit   | Anmerkung |
| ----- | -------------- | -------------- | ------ | --------- |
| 1     | Nils Engdahl   | Schweden       | 49,2 s |           |
| 2     | George Renwick | Großbritannien | 50,3 s |           |
| 3     | Francisco Dova | Argentinien    | 51,0 s |           |
| 4     | José Martínez  | Mexiko         | k. A.  |           |

### Vorlauf 12
| Platz | Name           | Nation           | Zeit   | Anmerkung |
| ----- | -------------- | ---------------- | ------ | --------- |
| 1     | Terence Pitt   | Britisch-Indien  | 49,8 s |           |
| 2     | Alan Christie  | Kanada           | 50,5 s |           |
| 3     | Félix Escobar  | Argentinien      | 51,4 s |           |
| 4     | Raymond Jamois | Frankreich       | k. A.  |           |
| 5     | Karel Přibyl   | Tschechoslowakei | 52,8 s |           |

### Vorlauf 13
| Platz | Name              | Nation             | Zeit   | Anmerkung |
| ----- | ----------------- | ------------------ | ------ | --------- |
| 1     | Luigi Facelli     | Königreich Italien | 51,0 s |           |
| 2     | Federico Brewster | Argentinien        | 51,8 s |           |
| 3     | Stefan Ołdak      | Polen              | 55,0 s |           |

### Vorlauf 14

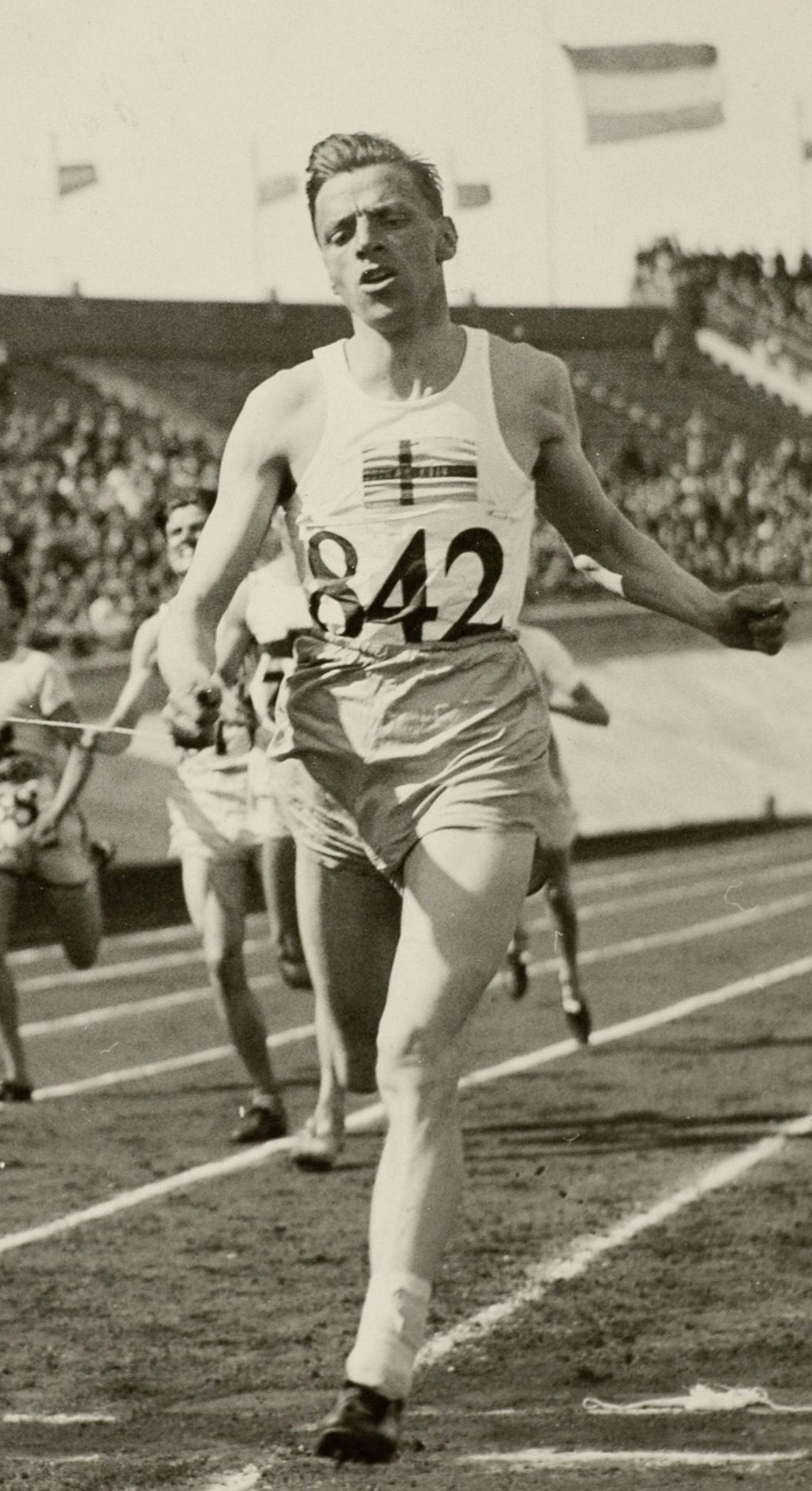
Erik Byléhn – ausgeschieden als Dritter des vierzehnten Vorlaufs

| Platz | Name                    | Nation             | Zeit   | Anmerkung |
| ----- | ----------------------- | ------------------ | ------ | --------- |
| 1     | Eric Liddell            | Großbritannien     | 50,2 s |           |
| 2     | Alfredo Gargiullo       | Königreich Italien | 50,4 s |           |
| 3     | Erik Byléhn             | Schweden           | 50,6 s |           |
| 4     | Stanisław Świętochowski | Polen              | 55,4 s |           |

### Vorlauf 15
| Platz | Name          | Nation   | Zeit   | Anmerkung |
| ----- | ------------- | -------- | ------ | --------- |
| 1     | Horatio Fitch | USA      | 52,0 s |           |
| 2     | Erik Åström   | Finnland | 52,1 s |           |

### Vorlauf 16
| Platz | Name             | Nation             | Zeit   | Anmerkung |
| ----- | ---------------- | ------------------ | ------ | --------- |
| 1     | Guy Butler       | Großbritannien     | 50,2 s |           |
| 2     | Gaston Féry      | Frankreich         | 51,1 s |           |
| 3     | Narciso Costa    | Brasilien          | k. A.  |           |
| 4     | Ennio Maffiolini | Königreich Italien | k. A.  |           |
| 5     | Christian Simmen | Schweiz            | k. A.  |           |

### Vorlauf 17
| Platz | Name               | Nation      | Zeit   | Anmerkung |
| ----- | ------------------ | ----------- | ------ | --------- |
| 1     | Barthélémy Favodon | Frankreich  | 51,2 s |           |
| 2     | Adriaan Paulen     | Niederlande | 52,0 s |           |
| 3     | Paul Hammer        | Luxemburg   | 53,1 s |           |

## Viertelfinale
Datum: 10. Juli 1924
Die für das Viertelfinale qualifizierten Läufer Horace Aylwin (USA, Lauf 6), Lajos Kurunczy (HUN, Lauf nicht bekannt), George Renwick (GBR, Lauf 5) und Erik Åström (FIN, Lauf nicht bekannt) traten zu ihren Läufen nicht mehr an.
Es sind nicht alle Zeiten überliefert.

### Lauf 1
| Platz | Name           | Nation         | Zeit   | Anmerkung |
| ----- | -------------- | -------------- | ------ | --------- |
| 1     | Horatio Fitch  | USA            | 49,0 s |           |
| 2     | Artur Svensson | Schweden       | 50,0 s |           |
| 3     | Alan Christie  | Kanada         | 50,8 s |           |
| 4     | Edward Toms    | Großbritannien | k. A.  |           |

### Lauf 2

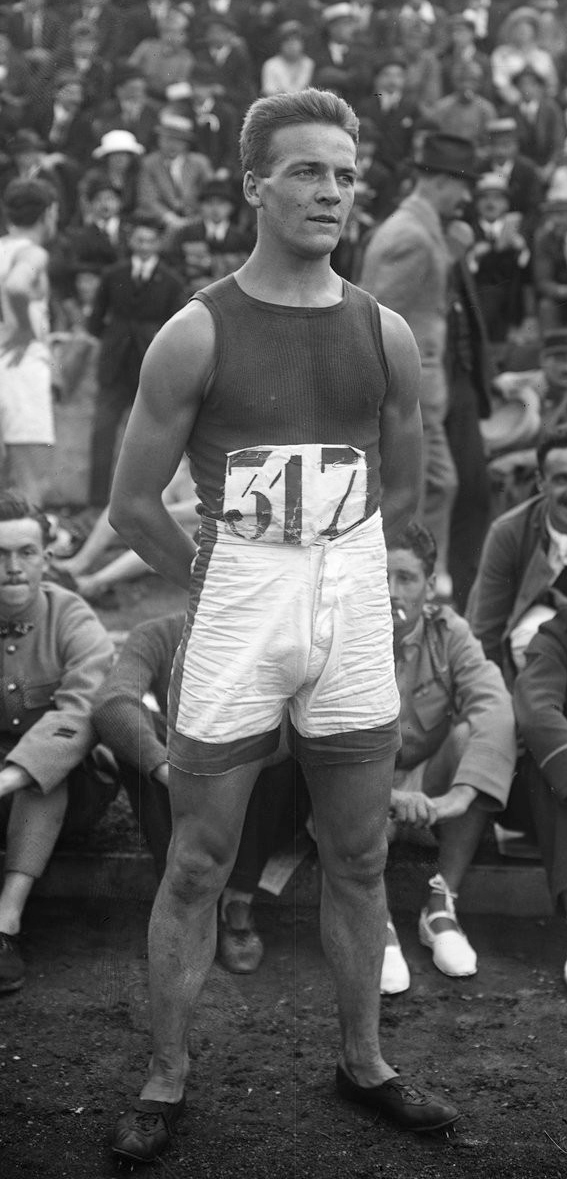
Gaston Féry – ausgeschieden als Vierter des zweiten Viertelfinales

| Platz | Name            | Nation                | Zeit   | Anmerkung |
| ----- | --------------- | --------------------- | ------ | --------- |
| 1     | Toby Betts      | Südafrikanische Union | 49,0 s |           |
| 2     | Charles Hoff    | Norwegen              | 49,2 s |           |
| 3     | Gustaf Wejnarth | Schweden              | 50,2 s |           |
| 4     | Gaston Féry     | Frankreich            | 50,7 s |           |

### Lauf 3
| Platz | Name               | Nation          | Zeit   | Anmerkung |
| ----- | ------------------ | --------------- | ------ | --------- |
| 1     | Guy Butler         | Großbritannien  | 49,8 s |           |
| 2     | John Coard Taylor  | USA             | 50,4 s |           |
| 3     | Barthélémy Favodon | Frankreich      | 50,9 s |           |
| 4     | Terence Pitt       | Britisch-Indien | 51,6 s |           |
| 5     | Kai Jensen         | Dänemark        | k. A.  |           |
| 6     | Federico Brewster  | Argentinien     | k. A.  |           |

### Lauf 4

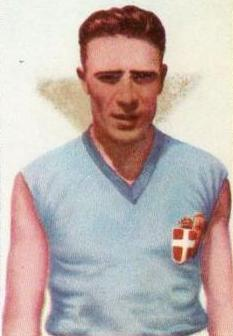
Luigi Facelli – ausgeschieden als Vierter des vierten Viertelfinales
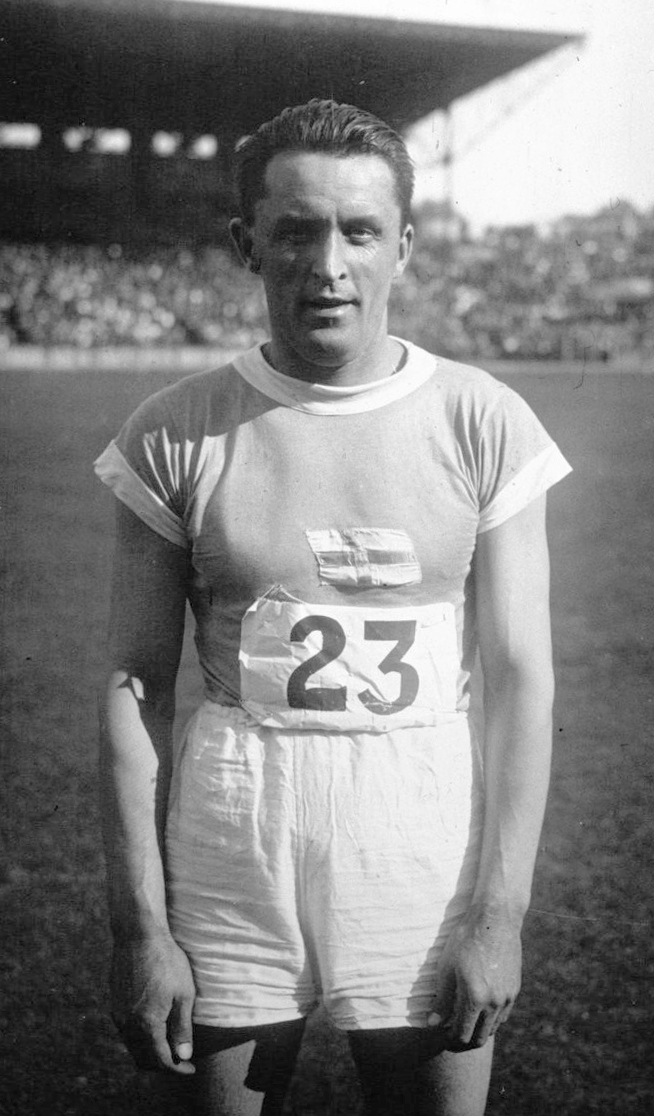
Erik Wilén – ausgeschieden als Dritter des fünften Viertelfinales

| Platz | Name           | Nation             | Zeit   | Anmerkung |
| ----- | -------------- | ------------------ | ------ | --------- |
| 1     | Adriaan Paulen | Niederlande        | 49,0 s |           |
| 2     | Eric Liddell   | Großbritannien     | 49,3 s |           |
| 3     | Ray Robertson  | USA                | 49,5 s |           |
| 4     | Luigi Facelli  | Königreich Italien | 50,5 s |           |
| 5     | Raymond Fritz  | Frankreich         | 50,5 s |           |

### Lauf 5
| Platz | Name              | Nation                | Zeit   | Anmerkung |
| ----- | ----------------- | --------------------- | ------ | --------- |
| 1     | Clarence Oldfield | Südafrikanische Union | 49,0 s |           |
| 2     | David Johnson     | Kanada                | 49,3 s |           |
| 3     | Erik Wilén        | Finnland              | 49,6 s |           |
| 4     | Roy Norman        | Australien            | 50,2 s |           |
| 5     | Alfredo Gargiullo | Königreich Italien    | k. A.  |           |
| DNS   | George Renwick    | Großbritannien        |        |           |

### Lauf 6
| Platz | Name           | Nation             | Zeit   | Anmerkung |
| ----- | -------------- | ------------------ | ------ | --------- |
| 1     | Josef Imbach   | Schweiz            | 48,0 s | OR        |
| 2     | Nils Engdahl   | Schweden           | 48,4 s |           |
| 3     | Eric Wilson    | USA                | 48,8 s |           |
| 4     | Sean Lavan     | Irischer Freistaat | 49,8 s |           |
| 5     | Tokushige Noto | Japan              | 50,7 s |           |
| DNS   | Horace Aylwin  | Kanada             |        |           |

## Halbfinale

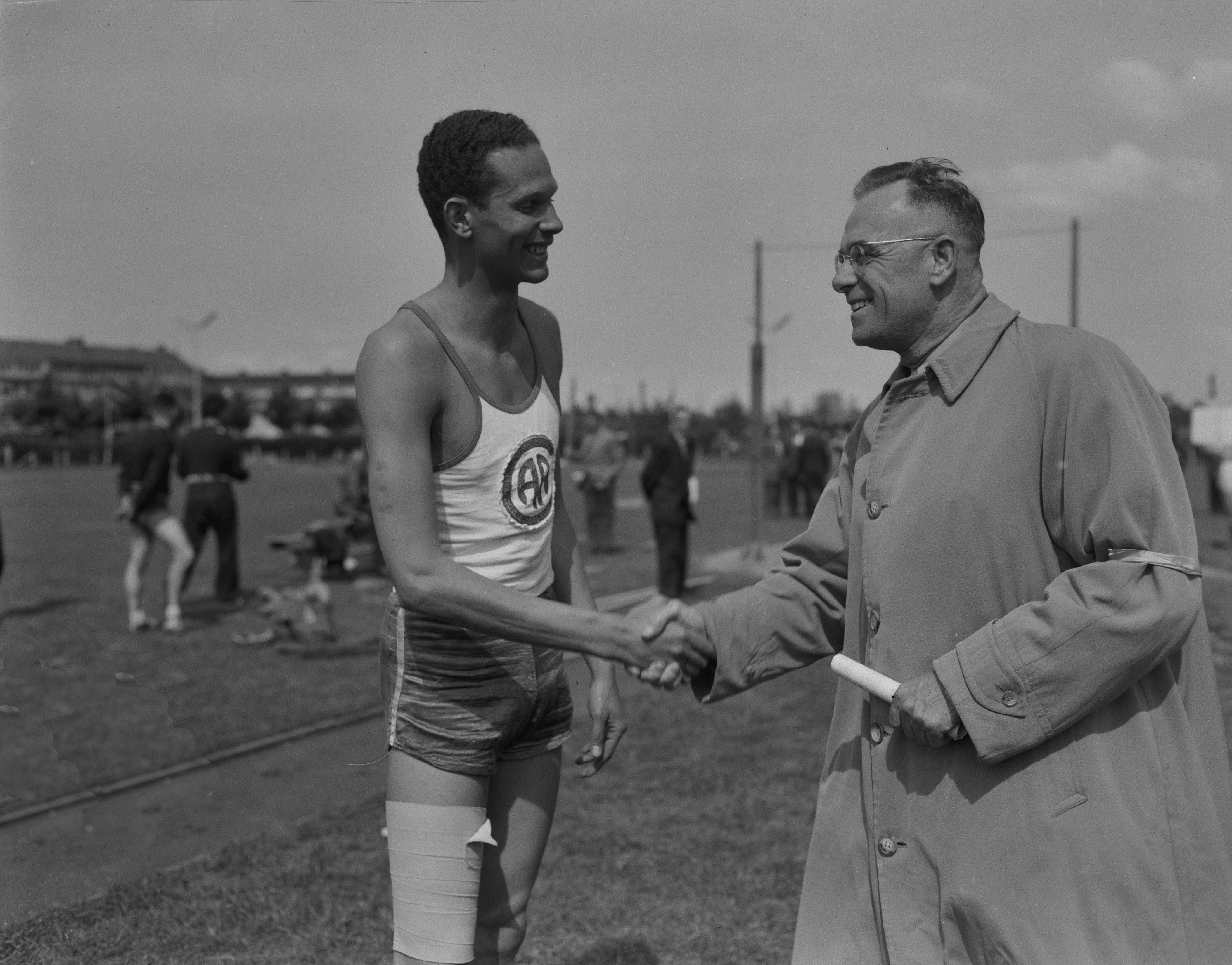
Adriaan Paulen (rechts, im Jahr 1956) – ausgeschieden als Vierter des ersten Halbfinals
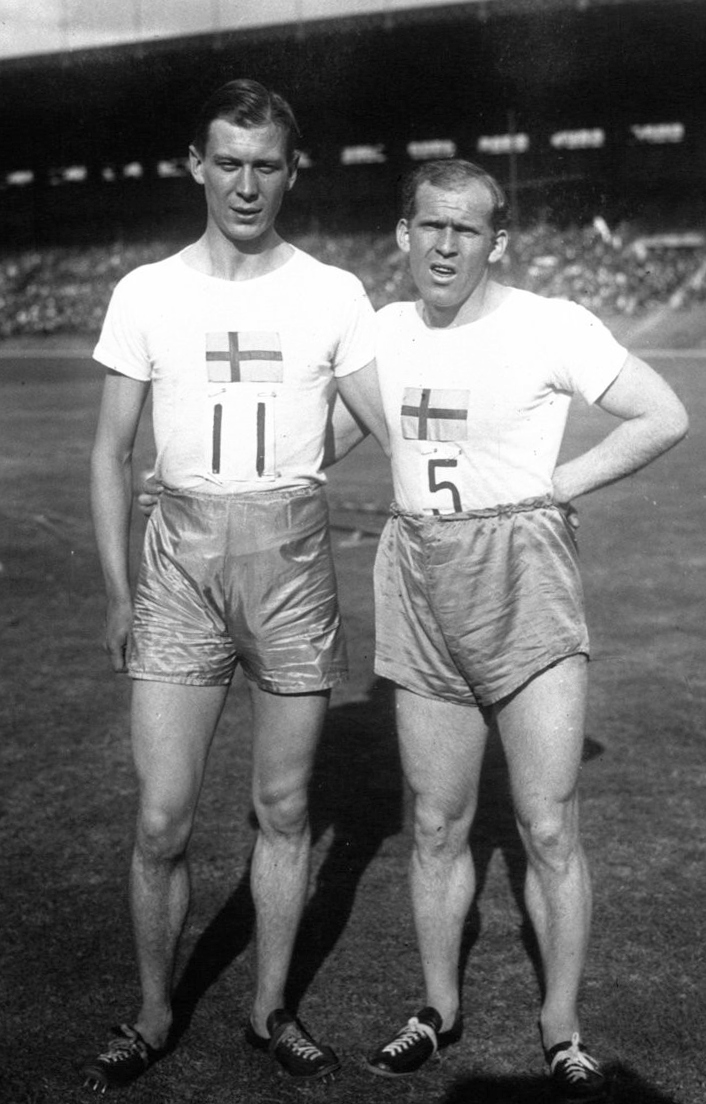
Nils Engdahl (links) – ausgeschieden als Sechster des ersten Halbfinals

Datum: 11. Juli 1924
Es sind nicht alle Zeiten überliefert.

### Lauf 1
| Platz | Name           | Nation                | Zeit   | Anmerkung |
| ----- | -------------- | --------------------- | ------ | --------- |
| 1     | Horatio Fitch  | USA                   | 47,8 s | OR        |
| 2     | Guy Butler     | Großbritannien        | 47,9 s |           |
| 3     | David Johnson  | Kanada                | 48,0 s |           |
| 4     | Adriaan Paulen | Niederlande           | 48,2 s |           |
| 5     | Toby Betts     | Südafrikanische Union | 48,4 s |           |
| 6     | Nils Engdahl   | Schweden              | 48,6 s |           |

### Lauf 2

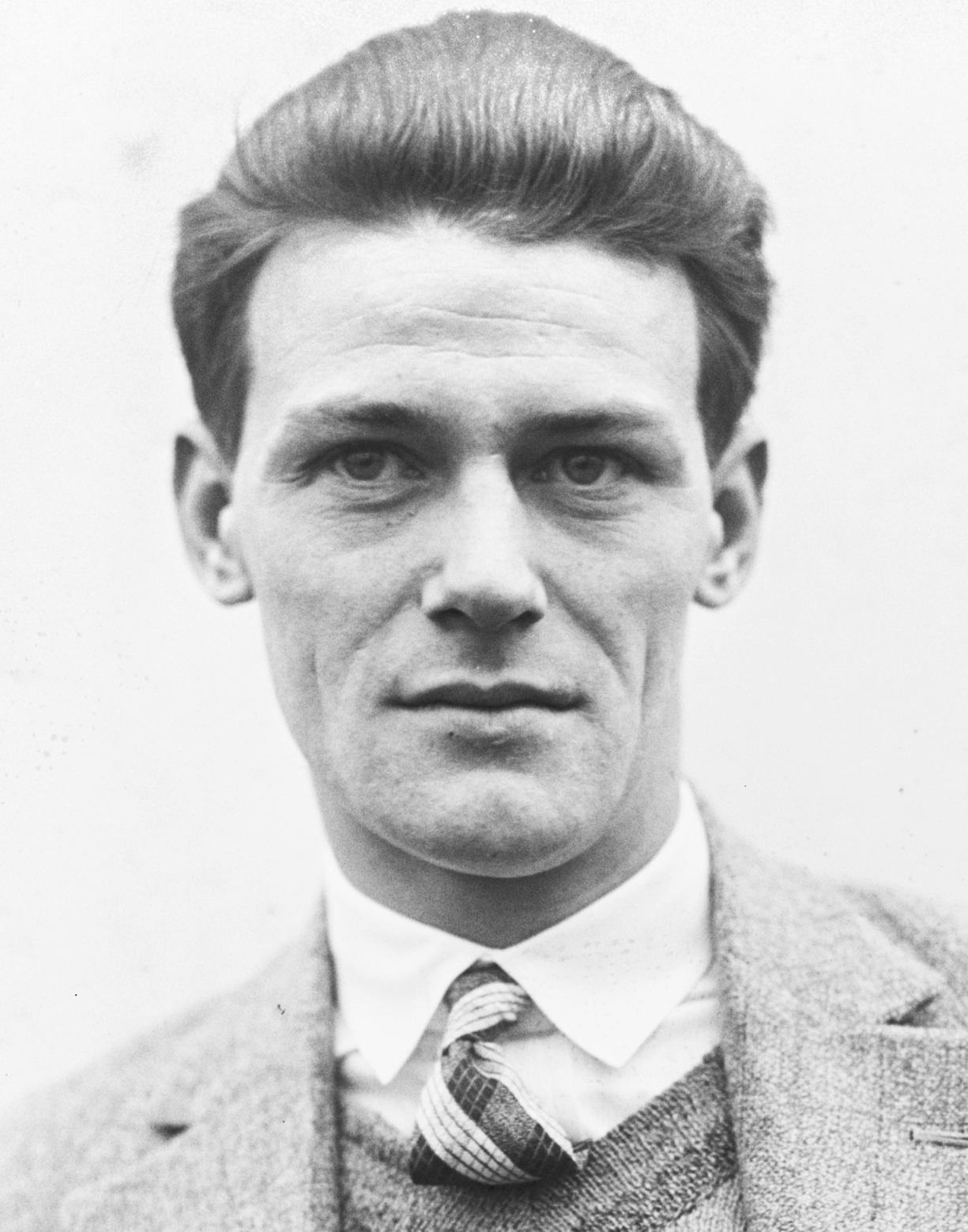
Charles Hoff – ausgeschieden im zweiten Halbfinale

| Platz | Name              | Nation                | Zeit   | Anmerkung |
| ----- | ----------------- | --------------------- | ------ | --------- |
| 1     | Eric Liddell      | Großbritannien        | 48,2 s |           |
| 2     | Josef Imbach      | Schweiz               | 48,3 s |           |
| 3     | John Coard Taylor | USA                   | 48,7 s |           |
| 4     | Charles Hoff      | Norwegen              | k. A.  |           |
| 5     | Clarence Oldfield | Südafrikanische Union | k. A.  |           |
| 6     | Artur Svensson    | Schweden              | k. A.  |           |

## Finale
Datum: 11. Juli 1924
| Platz | Name              | Nation         | Zeit       | Anmerkung                |
| ----- | ----------------- | -------------- | ---------- | ------------------------ |
| 1     | Eric Liddell      | Großbritannien | 47,6 s     | WR                       |
| 2     | Horatio Fitch     | USA            | 48,4 s     |                          |
| 3     | Guy Butler        | Großbritannien | 48,6 s     |                          |
| 4     | David Johnson     | Kanada         | 48,8 s     |                          |
| 5     | John Coard Taylor | USA            | 1:07,0 min |                          |
| 6     | Josef Imbach      | Schweiz        | DNF        | offiziell auf Rang sechs |

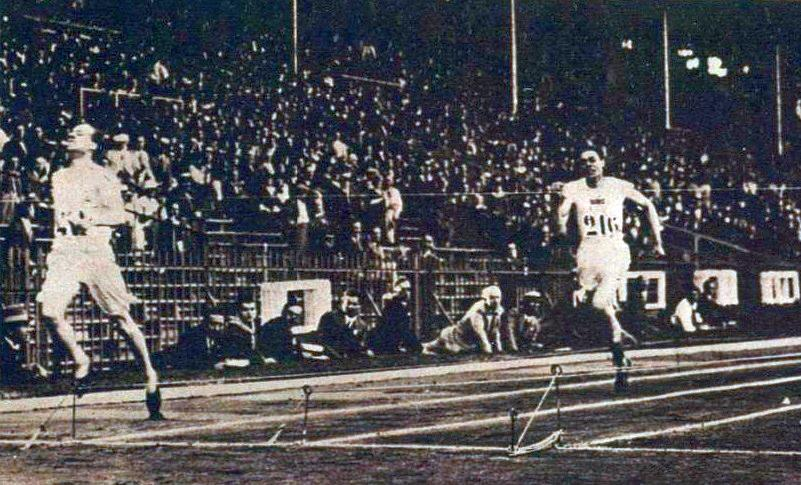
Zieleinlauf des 400-Meter-Finals: Eric Lidell siegte deutlich vor Horatio Fitch

Eigentlich war Eric Liddells Stärke der 100-Meter-Lauf. Doch da das Finale dieses Sprints an einem Sonntag stattfand und Liddell als schottischer Pfarrer sonntags nicht starten wollte, meldete er sich neben dem Rennen über 200 Metern auch für den 400-Meter-Lauf an. Schon in den Vorläufen fiel der olympische Rekord zweimal – der erste durch den Schweizer Josef Imbach im sechsten Viertelfinale, der zweite durch den US-Läufer Horatio Fitch im ersten Halbfinale. Obwohl das Finale bereits zwei Stunden nach den Halbfinalrennen stattfand, steigerte Liddell den Weltrekord auf 47,6 s. Er lag dabei vom Start weg in Führung und lief die ersten zweihundert Meter in 22,2 Sekunden. Mit deutlichem Rückstand errang Horatio Fitch nach hartem Kampf mit Guy Butler die Silbermedaille.
Zwei Läufer hatten arge Probleme, das Rennen zu beenden. Der schon mit einer Bandage angetretene John Coard Taylor verletzte sich dreißig Meter vor dem Ende und schleppte sich ins Ziel. Josef Imbach trat auf die Bahninnenkannte, stürzte und wurde im Krankenhaus behandelt. Die Jury setzte ihn offiziell auf den sechsten Platz, obwohl er das Rennen nicht beendet hatte.

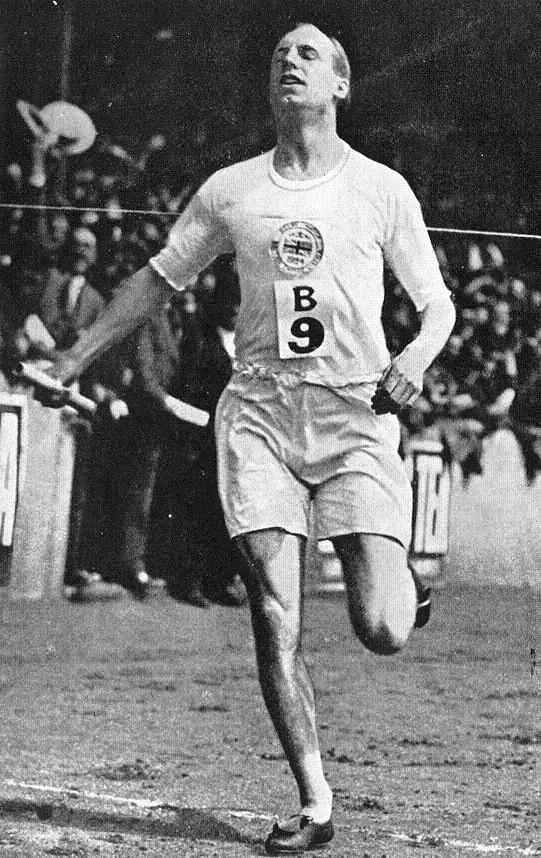
EricLiddell – nach Bronze über 200 m nun Gold über 400 m
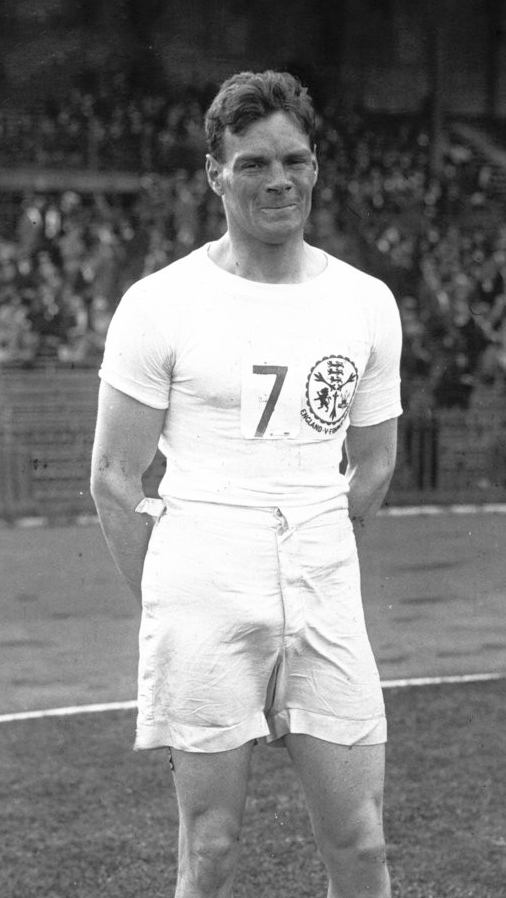
Bronzemedaillengewinner Guy Butler
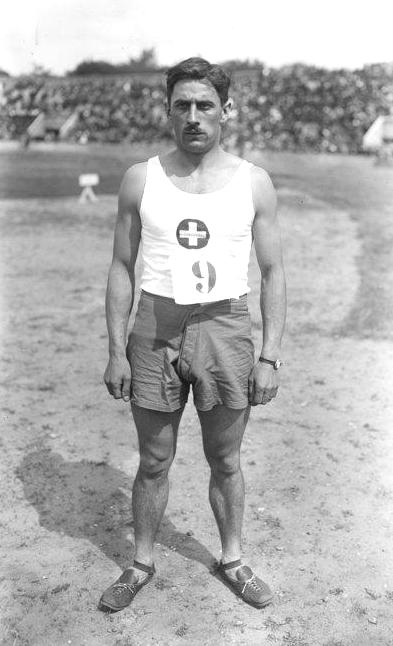
Olympiarekord im Viertelfinale, das Finale konnte Josef Imbach sturzbedingt nicht beenden

## Videolinks
- The Flying Scotsman takes gold and sets a new record - Eric Liddell - Paris 1924 Olympic Games, youtube.com, abgerufen am 1. Juni 2021
- The Olympic Games in Paris, 1924 (1925 Documentary), youtube.com, Bereich: 30:57 min bis 31:09 min, abgerufen am 1. Juni 2021
- The Olympic Games in Paris, 1924 (1925 Documentary), youtube.com, Bereich: 48:47 min bis 50:30 min, abgerufen am 1. Juni 2021
- The Olympic Games in Paris, 1924 (1925 Documentary), youtube.com, Bereich: 47:20 min bis 48:20 min (Semifinale), abgerufen am 1. Juni 2021
- Eric Liddell, Olympic Gold Medallist, Missionary Son & Old Elthamian, youtube.com, abgerufen am 1. Juni 2021